# Општина Никшић
Општина Никшић са површином од 2.065 km², што чини 15% површине Црне Горе, највећа је општина на територији државе. Према резултатима пописа из 2023. године имала је 65.705 становника.

## Насељена места
У општини се налази 129 насеља. Извршене су измене у броју насељених места у општини у односу на стари Закон о територијалној организацији: нека насељена места су модификовала своја имена, па су тако Броћанац Никшићки, Јављем и Пониквица сада Броћанац, Јављен и Пониквице. Од насељеног места Никшић су издвојена насеља: Глибавац, Гребице, Капино Поље, Кличево, Кочани, Мокра Њива, Рубежа, Страшевина и Студенца, која су до 1974. године била самостална насеља, да би од те године па све до данас били у саставу насеља Никшић. Формирана су и насељена места: Драгова Лука, Кљаковица, Крстац, Мужевице, Пиштета, Подљут, Стубички Крај, Туњево, Трубјела и Црни Кук.

## Становништво

### Национални састав становништва општине по попису 2023. године
| Национални састав (са уделом преко 1%)‍ | Национални састав (са уделом преко 1%)‍ | Национални састав (са уделом преко 1%)‍ | Национални састав (са уделом преко 1%)‍ | Национални састав (са уделом преко 1%)‍ |
| -------------------------------------- | -------------------------------------- | -------------------------------------- | -------------------------------------- | -------------------------------------- |
|                                        |                                        |                                        |                                        |                                        |
| Црногорци                              | Црногорци                              |                                        | 39.067                                 | 59,46%                                 |
| Срби                                   | Срби                                   |                                        | 22.270                                 | 33,89%                                 |
| остали                                 | остали                                 |                                        | 2.313                                  | 3,52%                                  |
| неизјашњени                            | неизјашњени                            |                                        | 2.047                                  | 3,13%                                  |
| укупно: 65.705                         |                                        |                                        |                                        |                                        |

### Национални састав становништва општине по попису 2011. године
| Национални састав (са уделом преко 1%)‍ | Национални састав (са уделом преко 1%)‍ | Национални састав (са уделом преко 1%)‍ | Национални састав (са уделом преко 1%)‍ | Национални састав (са уделом преко 1%)‍ |
| -------------------------------------- | -------------------------------------- | -------------------------------------- | -------------------------------------- | -------------------------------------- |
|                                        |                                        |                                        |                                        |                                        |
| Црногорци                              | Црногорци                              |                                        | 46.149                                 | 63,70%                                 |
| Срби                                   | Срби                                   |                                        | 18.334                                 | 25,31%                                 |
| остали                                 | остали                                 |                                        | 3.114                                  | 4,30%                                  |
| неизјашњени                            | неизјашњени                            |                                        | 4.846                                  | 6,69%                                  |
| укупно: 72.443                         |                                        |                                        |                                        |                                        |

### Верски састав становништва општине по попису 2023. године
| Верски састав (са уделом преко 1%)‍ | Верски састав (са уделом преко 1%)‍ | Верски састав (са уделом преко 1%)‍ | Верски састав (са уделом преко 1%)‍ | Верски састав (са уделом преко 1%)‍ |
| ---------------------------------- | ---------------------------------- | ---------------------------------- | ---------------------------------- | ---------------------------------- |
|                                    |                                    |                                    |                                    |                                    |
| Православци                        | Православци                        |                                    | 61.272                             | 93,25%                             |
| Муслимани                          | Муслимани                          |                                    | 1.541                              | 2,35%                              |
| атеисти                            | атеисти                            |                                    | 1.069                              | 1,63%                              |
| остали                             | остали                             |                                    | 710                                | 1,08%                              |
| неизјашњени                        | неизјашњени                        |                                    | 1.112                              | 1,69%                              |

### Верски састав становништва општине по попису 2011. године
| Верски састав (са уделом преко 1%)‍ | Верски састав (са уделом преко 1%)‍ | Верски састав (са уделом преко 1%)‍ | Верски састав (са уделом преко 1%)‍ | Верски састав (са уделом преко 1%)‍ |
| ---------------------------------- | ---------------------------------- | ---------------------------------- | ---------------------------------- | ---------------------------------- |
|                                    |                                    |                                    |                                    |                                    |
| Православци                        | Православци                        |                                    | 66.198                             | 91,38%                             |
| Муслимани                          | Муслимани                          |                                    | 1.732                              | 2,39%                              |
| атеисти и агностици                | атеисти и агностици                |                                    | 771                                | 1,06%                              |
| остали                             | остали                             |                                    | 1.249                              | 1,72%                              |
| неизјашњени                        | неизјашњени                        |                                    | 2.493                              | 3,44%                              |

### Језички састав становништва општине по попису 2023. године
| Језички састав (са уделом преко 1%)‍ | Језички састав (са уделом преко 1%)‍ | Језички састав (са уделом преко 1%)‍ | Језички састав (са уделом преко 1%)‍ | Језички састав (са уделом преко 1%)‍ |
| ----------------------------------- | ----------------------------------- | ----------------------------------- | ----------------------------------- | ----------------------------------- |
|                                     |                                     |                                     |                                     |                                     |
| Српски језик                        | Српски језик                        |                                     | 32.514                              | 49,48%                              |
| Црногорски језик                    | Црногорски језик                    |                                     | 28.286                              | 43,05%                              |
| остали                              | остали                              |                                     | 3.640                               | 5,54%                               |
| неизјашњени                         | неизјашњени                         |                                     | 1.269                               | 1,93%                               |

### Језички састав становништва општине по попису 2011. године
| Језички састав (са уделом преко 1%)‍ | Језички састав (са уделом преко 1%)‍ | Језички састав (са уделом преко 1%)‍ | Језички састав (са уделом преко 1%)‍ | Језички састав (са уделом преко 1%)‍ |
| ----------------------------------- | ----------------------------------- | ----------------------------------- | ----------------------------------- | ----------------------------------- |
|                                     |                                     |                                     |                                     |                                     |
| Црногорски језик                    | Црногорски језик                    |                                     | 32.966                              | 43,75%                              |
| Српски језик                        | Српски језик                        |                                     | 31.956                              | 42,44%                              |
| остали                              | остали                              |                                     | 3.322                               | 4,59%                               |
| неизјашњени                         | неизјашњени                         |                                     | 4.511                               | 6,23%                               |